# 瑪格麗特一世 (佛蘭德)
亞爾薩斯的瑪格麗特（法語：Marguerite d'Alsace，約1145年—1194年11月15日），佛蘭德女伯爵（稱瑪格麗特一世），蒂埃里的女兒，1191年至1194年在位。

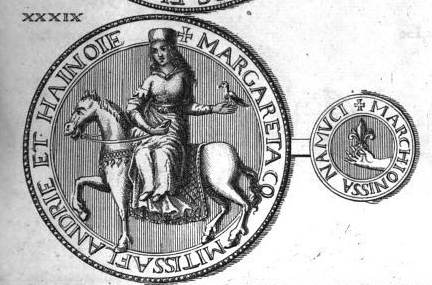

## 家庭
1169年，瑪格麗特與埃諾的博杜安五世（因與瑪格麗特的婚姻，亦為佛蘭德伯爵）結婚，兩人共有兩人共有4子2女：
1. 伊莎貝拉（1170年—1190年）
2. 鮑德溫（1172年—1205年）
3. 菲利普（1175年—1212年）
4. 約蘭達（1175年—1219年）
5. 亨利（約1177年—1216年）
6. 尤斯塔西（英语：Eustace of Flanders）（？年—1219年）